# Сальвадор, Йоганн Винцент
Йоганн Винцент Сальвадор (лит. Johanas Vincentas Salvadoras, Salvedor, Salveder, Salvandor, Salvator, Selvetter; упоминается в 1661—1687 годах) — архитектор и строитель австрийского происхождения, родом из Граца, работавший в Литве.
В 1664 году получил права горожанина Вильно. Старший мастер виленского цеха строителей и камнетесов. Строитель княжеского замка. Заключив в 1666 году договор с Виленским капитулом, реставрировал виленский Кафедральный собор Святого Станислава и Святого епископа Владислава, пострадавший во время Русско-польской войны 1654—1667 годов: увеличены оконные проемы, покрыты штукатуркой стены, купол капеллы Святого Казимира и алтарь декорированы лепниной из стукко.